# Tetranitratossicarbonio

Struttura tridimensionale della molecola. In rosso è rappresentato l'ossigeno, in blu l'azoto e in grigio il carbonio.

Il tetranitrossicarbonio è un'ipotetica molecola di formula C5N4O12 non ancora sintetizzata, della quale quindi non si conoscono ancora le proprietà chimiche e fisiche. In linea teorica si suppone che la molecola, similmente alla nitroglicerina, sia particolarmente instabile ed esplosiva.

## Sintesi ipotizzata
Una possibile via di sintesi del complesso legame C-O3-N è stata ipotizzata con la seguente reazione:
La formazione del legame è ancora studiata in via teorica dal momento che la stessa sintesi del gruppo -CO-ONO rappresenta un ostacolo non irrilevante.

## Scoperta
La struttura tridimensionale della molecola è stata scoperta quasi per “gioco” da Clara Lazen, bambina di soli 10 anni alunna della scuola elementare Border Star Montessori School di Kansas City. Durante un'esercitazione pratica con un kit di assemblaggio Clara realizzò con i “mattoncini” rappresentanti gli atomi di carbonio, azoto e ossigeno una struttura tridimensionale gradevole alla vista, come da lei stessa dichiarato, e fatta in modo che nessun incastro rimanesse vacante, chiudendo tutti i buchi. Kenneth Boehr, insegnante di Clara, si accorse della “scoperta” e inviò una fotografia del modello a Robert Zoellner, professore di chimica alla Humboldt State University in California, che rimase affascinato dalla molecola. Zoellner scrisse un articolo che venne pubblicato sulla rivista scientifica Computational and Theoretical Chemistry, l'articolo venne firmato da Zoellner, Boehr e dalla stessa Clara.